# Кересеу
Кересеу (рум. Cărăsău) — село у повіті Біхор в Румунії. Входить до складу комуни Кочуба-Маре.
Село розташоване на відстані 403 км на північний захід від Бухареста, 41 км на південь від Ораді, 118 км на захід від Клуж-Напоки, 122 км на північний схід від Тімішоари.

## Населення
За даними перепису населення 2002 року у селі проживали 802 особи.
Національний склад населення села:
| Національність | Кількість осіб | Відсоток |
| -------------- | -------------- | -------- |
| румуни         | 531            | 66,2%    |
| цигани         | 265            | 33,0%    |
| угорці         | 6              | 0,7%     |

Рідною мовою назвали:
| Мова      | Кількість осіб | Відсоток |
| --------- | -------------- | -------- |
| румунська | 560            | 69,8%    |
| циганська | 236            | 29,4%    |
| угорська  | 6              | 0,7%     |